# (91034) 1998 EH21
1998 إي إتش 21 (ويعرف أيضًا باسم (91034) 1998 إي إتش 21 وفق تسمية الكوكب الصغير) (بالإنجليزية: 1998 EH21)‏ هو كويكب ضمن حزام الكويكبات؛ وترتيبه 91034 من حيث الاكتشاف.
اكتُشف هذا الجُرم الفلكي بواسطة برنامج شميدت للكويكبات في بكين في 1 مارس 1998.

## وصلات خارجية
- (91034) 1998 EH21 في قاعدة بيانات مختبر الدفع النفاث لأجرام النظام الشمسي الصغيرة

- الاكتشاف · مخطط المدار ·  العناصر المدارية · المعلمات المادية

- (91034) 1998 EH21 على موقع ويكي سكاي: DSS2, SDSS, GALEX, IRAS, Hydrogen α, X-Ray, Astrophoto, Sky Map, Articles and images